# Джонатан Страус
Джонатан Страус (пол. Jonatan Straus; нар. 30 червня 1994, Нове-Място-Любавське, Польща) — польський футболіст, захисник клубу «Ягеллонія», який на правах річної оренди виступає в клубі «Сандеція».

## Клубна кар'єра
Свою футбольну кар'єру Страус розпочав у юнацькій школі міста Нове-Място-Любавське. У 2010 році він потрапив у молодіжну команду «Ягеллонія».
19 травня 2013 року відбувся дебют Джонатана в чемпіонаті Польщі в матчі проти «Корони» з Кельців, який завершився поразкою білостокців з рахунком 5:0. Страус з'явився на полі на 78-й хвилині, замінивши Томаша Купіша. Три матчі, які залишилися, сезону 2012/13 років Джонатан відіграв без замін у стартовому складі.
За наступні сезони Страус так і не став гравцем основного складу «Ягеллонії» й до початку сезону 2015/16 років провів сумарно 32 матчі.

## Кар'єра в збірній
6 вересня 2013 року Страус зіграв перший матч за молодіжну збірну Польщі проти команди Німеччини.

## Досягнення
«Ягеллонія» (Білосток)
- Екстракляса
  -  Срібний призер (1): 2016/17

## Статистика виступів

### Клубна
Станом на 6 червня 2017 року
| Клуб                   | Сезон             | Ліга              | Ліга  | Ліга | Кубок Польщі | Кубок Польщі | Європа | Європа | Сума  | Сума |
| Клуб                   | Сезон             | Ліга              | Матчі | Голи | Матчі        | Голи         | Матчі  | Голи   | Матчі | Голи |
| ---------------------- | ----------------- | ----------------- | ----- | ---- | ------------ | ------------ | ------ | ------ | ----- | ---- |
| «Ягеллонія» (Білосток) | 2012/13           | Екстракляса       | 4     | 0    | 0            | 0            | –      | –      | 4     | 0    |
| «Ягеллонія» (Білосток) | 2013/14           | Екстракляса       | 13    | 0    | 1            | 0            | –      | –      | 14    | 0    |
| «Ягеллонія» (Білосток) | 2014/15           | Екстракляса       | 16    | 0    | 0            | 0            | –      | –      | 16    | 0    |
| «Ягеллонія» (Білосток) | 2015/16           | Екстракляса       | 8     | 0    | 2            | 0            | 0      | 0      | 10    | 0    |
| «Ягеллонія» (Білосток) | 2016/17           | Екстракляса       | 5     | 0    | 1            | 0            | 0      | 0      | 6     | 0    |
| Загалом у кар'єрі      | Загалом у кар'єрі | Загалом у кар'єрі | 46    | 0    | 4            | 0            | 0      | 0      | 50    | 0    |